# Журавська сільська рада (Шполянський район)
Жура́вська сільська́ ра́да — адміністративно-територіальна одиниця та орган місцевого самоврядування у Шполянському районі Черкаської області. Адміністративний центр — село Журавка.

## Загальні відомості
- Населення ради: 1 515 осіб (станом на 2001 рік)

## Населені пункти
Сільській раді були підпорядковані населені пункти:
- с. Журавка

## Склад ради
Рада складалася з 16 депутатів та голови.
- Голова ради: Вайвала Микола Степанович
- Секретар ради: Маляренко Любов Степанівна

### Керівний склад попередніх скликань
| Прізвище, ім'я, по батькові | Основні відомості                                                                                                | Дата обрання | Дата звільнення |
| --------------------------- | --- | ------------ | --------------- |
| Дердуга Галина Іванівна     | Сільський голова, 1958 року народження, член Соціалістичної партії України                                       | 26.03.2006   | 31.10.2010      |
| Вайвала Микола Степанович   | Сільський голова, 1960 року народження, освіта середня спеціальна, член Всеукраїнського об'єднання «Батьківщина» | 31.10.2010   |                 |

Примітка: таблиця складена за даними сайту Верховної Ради України

### Депутати
За результатами місцевих виборів 2010 року депутатами ради стали:

#### За суб'єктами висування
| Суб'єкт висування                                       | Кількість обраних депутатів | %    |
| ------------------------------------------------------- | --------------------------- | ---- |
| Партія регіонів                                         | 7                           | 43,8 |
| Політична партія Всеукраїнське об'єднання «Батьківщина» | 5                           | 31,3 |
| Соціалістична партія України                            | 4                           | 25   |

#### За округами
| № округу                                                | Прізвище, ім'я, по батькові       | Дата визнання обраним | Освіта  | Партійна приналежність                        | Відомості про обраного депутата                     |
| ------------------------------------------------------- | --------------------------------- | --------------------- | ------- | --------------------------------------------- | --------------------------------------------------- |
| Партія регіонів                                         |                                   |                       |         |                                               |                                                     |
| 1                                                       | Мирошник Олександр Павлович       | 04.11.2010            | середня | позапартійний                                 | приватний підприємець                               |
| 4                                                       | Рибалка Ірина Іванівна            | 04.11.2010            | вища    | член Партії регіонів                          | Журавсь-кий НВК, вчитель                            |
| 5                                                       | Олійник Георгій Георгійович       | 04.11.2010            | середня | позапартійний                                 | Журавський фельдшерсько-акушерський пункт, фельдшер |
| 7                                                       | Собецька Неля Володимирівна       | 04.11.2010            | вища    | позапартійна                                  | Журавсь-кий НВК, директор                           |
| 11                                                      | Сопільняк Любов Василівна         | 04.11.2010            | вища    | член Партії регіонів                          | СТОВ"ЛНЗ-Аг, бухгалтер                              |
| 13                                                      | Корнієнко Володимир Степанович    | 04.11.2010            | середня | член Партії регіонів                          | тимчасово не працює                                 |
| 16                                                      | Бровченко Іван Олексійович        | 04.11.2010            | середня | член Партії регіонів                          | фермерське господарство «Восход», обліковець        |
| Політична партія Всеукраїнське об'єднання «Батьківщина» |                                   |                       |         |                                               |                                                     |
| 6                                                       | Корнієнко Олександр Володимирович | 07.11.2010            | середня | позапартійний                                 | приватний підприємець                               |
| 8                                                       | Вихристенко Віталій Іванович      | 04.11.2010            | середня | член Соціалістичної партії України            | приватний підприємець                               |
| 10                                                      | Левченко Сергій Іванович          | 04.11.2010            | середня | позапартійний                                 | Журавсь-кий НВК, вчитель                            |
| 12                                                      | Присяжний Петро Іванович          | 04.11.2010            | середня | позапартійний                                 | Журавсь-кий НВК, завгосп                            |
| 15                                                      | Маляренко Любов Степанівна        | 04.11.2010            | середня | член Всеукраїнського об'єднання «Батьківщина» | тимчасово не працює                                 |
| Соціалістична партія України                            |                                   |                       |         |                                               |                                                     |
| 2                                                       | Лиходід Світлана Миколаївна       | 04.11.2010            | вища    | член Соціалістичної партії України            | сільськарада, секретар                              |
| 3                                                       | Бондаренко Григорій Іванович      | 04.11.2010            | середня | позапартійний                                 | ПП"Агроландія", менеджер                            |
| 9                                                       | Сташенко Володимир Олексійович    | 04.11.2010            | середня | позапартійний                                 | тимчасово не працює                                 |
| 14                                                      | Рябоненко Катерина Борисівна      | 04.11.2010            | вища    | позапартійна                                  | сільськарада, землевпорядник                        |